# Великогерцогская усыпальница
Великоге́рцогская усыпа́льница (нем. Großherzogliche Grabkapelle) — часовня-мавзолей в немецком городе Карлсруэ, Баден-Вюртемберг. Была построена в 1889—1896 годах Германом Хембергером по предварительным проектам Франца Бера и Фридриха Хембергера в Фазановом саду, расположенном в городском районе Остштадт.

## История
Заказчиками были великий герцог Бадена Фридрих I и его супруга Луиза Прусская. Причиной для этого послужила ранняя смерть их младшего сына Людвига Вильгельма. Родители пожелали, чтобы его могила находилась подальше от городского шума «в глубоком уединении лесного мира». Прежде членов княжеской семьи обычно хоронили в замковой церкви Св. Михаила в Пфорцхайме или в склепе городской церкви Карлсруэ. Однако эти места членам семьи великого герцога было невозможно посещать без привлечения общественного внимания.
Усыпальница неприметно расположена на лиственничной аллее посреди леса Хардтвальд на краю Фазанового сада между проспектом Аденауэрринг (Adenauerring) и улицей Клостервег (Klosterweg) по направлению к общежитию Hans-Dickmann-Kolleg. Она относится к самым живописным памятникам истории Бадена.

## Список лиц, похороненных в склепе
Умершие до 1888 года члены семьи Баденского дома первоначально были погребены в склепе в евангелической городской церкви Карлсруэ и перезахоронены в великогерцогской усыпальнице только после Второй мировой войны. Список отсортирован по году смерти:
- Великий герцог Людвиг I Баденский (1763—1830)
- Генриетта Баденская (1833—1834), дочь принца Вильгельма
- Великий герцог Леопольд Баденский (1790—1852)
- Великий герцог Людвиг II Баденский (1824—1858)
- Принц Людвиг Вильгельм Баденский (1865—1888)
- Принцесса Елизавета Александрина Вюртембергская (1802—1864), жена принца Вильгельма
- Великая герцогиня София Шведская (1801—1865), супруга великого герцога Леопольда
- Маркграф Максимилиан Баденский (1796—1882)
- Принц Людвиг Вильгельм Баденский (1865—1888)
- Принцесса Паулина Елизавета Баденская[нем.] (1835—1891)
- Принц Вильгельм Баденский (1829—1897), перезахоронен в Залемском аббатстве
- Принц Карл Баденский (1832—1906)
- Великий герцог Фридрих I Баденский (1826—1907)
- Розалия, графиня Рена, урожденная баронесса фон Бейст (1845—1908), супруга принца Карла
- Фридрих фон Рена (1877—1908), сын принца Карла
- Принцесса Луиза Прусская (1838—1923), жена Фридриха I.
- Последний великий герцог Бадена Фридрих II (1857—1928)
- Принцесса Хильда Люксембургская (1864—1952), его жена

## Галерея
- Саркофаг Людвига Вильгельма Августа Баденского
- Гробницы великого князя Фридриха I Баденского и его жены, принцессы Луизы Прусской
- Гробница принца Людвига Вильгельма
- Саркофаг принцессы Хильды Люксембургской